# 第56回NHK紅白歌合戦
『第56回NHK紅白歌合戦』（だいごじゅうろっかいエヌエイチケイこうはくうたがっせん）は、2005年（平成17年）12月31日（JST、以下同じ）にNHKホールで行われた、通算56回目のNHK紅白歌合戦。19:20 - 23:45に生放送された（21:25 - 21:30はニュースのため中断。BShiは別番組）。双方向対応番組。
この回は戦後60年にあたって、『スキウタ〜紅白みんなでアンケート〜』が実施された。

## 放送メディア
国内向けには、総合テレビ・BS2・BShi・ラジオ第1放送。海外向けには、NHKワールド・プレミアム（NHKワールドTVでは放送されない）及びNHKワールド・ラジオ日本（アジア大陸・東南アジア地域のみ。それ以外の地域は時差放送）。
NHKワールド・プレミアムでは翌2006年（平成18年）1月1日の7:20 - 11:50に再放送が行われた（5分間の中断ニュースを挟む）。

## 放送まで
- 11月21日 に『スキウタ』上位100位の曲が発表された。
- 12月1日 に、紅白出場者が発表された。
  - 紅白各30組の計60組のうち初出場は16組。ガレッジセールのゴリは、フジテレビ系列『ワンナイR&R』で演じたゴリエとして紅組から出場した（女装した男性のソロでは初めての紅組出場である）。正確にはGorie with Jasmine & Joannとして活動しており、メインボーカルはゴリエではなく、女性であるジャスミン・アレンとジョアンであるため（ゴリエ本人も若干ソロパートがある）、紅組出場となった。これまで紅白には縁がなかった松任谷由実（松任谷由実 with Friends Of Love The Earth名義。なお、松任谷がソロ名義で第62回（2011年）に出場した際、初出場ではなく2回目の出場扱いだった）と山崎まさよし（この年デビュー10周年）が初出場を果たし、『スキウタ』のアンケート結果から渡辺美里（この年デビュー20周年）も初出場となった。前回は同年に新曲を発表しなかったことを理由に出場を辞退したSMAPも第54回（2003年）以来2年ぶりの出場で、第54回同様、白組トリおよび大トリを務めた。
  - 松任谷は出演の打診を受けた際、同ユニットとしての出演の確約をその条件に挙げたという[1]。
  - 『スキウタ』に持ち歌がランクインしなかった当時常連出場歌手の美川憲一、前川清、山川豊（前回は落選で翌年の第57回以降は再び落選している）が問題なく出場を果たした。
  - 他方で、この年デビュー25周年を迎えた松田聖子[2]、宇多田ヒカル、サザンオールスターズ、矢沢永吉、EXILE[3]、ORANGE RANGE、この年デビュー10周年を迎えた平井堅[4] などが出場を辞退した。その他、番組側はSMAP、TOKIO以外のジャニーズ事務所所属アーティストにもオファーをしたが、ジャニーズ事務所側が断ったという（出場歌手発表時にマスコミから番組側にジャニーズ事務所所属アーティストに関する質問が出た際、番組側が「ジャニーズさんにはもっと出てほしい、とお願いしているんですけど」と回答した）[5]。
  - 『スポーツニッポン』によると松平健（初出場した前回白組歌手の視聴率1位を記録。この年の大河ドラマ『義経』に出演したほか、『スキウタ』に「マツケンサンバII」がランクイン）、『夕刊フジ』によると橋幸夫（『スキウタ』に持ち歌3曲がランクイン）、舟木一夫、郷ひろみ（この年芸能活動を再開）は落選。
  - いずれも『スキウタ』に持ち歌がランクインした中森明菜と徳永英明（翌年デビュー20周年）は、体調不良を理由に出演決定とはならなかった[6]。前者は11月21日付の『日刊スポーツ』に「本紅白で「DESIRE -情熱-」（『スキウタ』ランクイン曲）を歌唱することが濃厚になった」と報じられていた。後者は翌年の第57回で初出場を果たす（同回での歌唱曲は『スキウタ』ランクイン曲「壊れかけのRadio」であった）。
  - この年発売したシングル「月夜のタンゴ」がヒットした森光子の出場が有力視されており、自身主演の舞台『ツキコの月 そして、タンゴ』（同曲はこの舞台の主題歌である）の終演後に行った会見で出場に意欲的な発言をしていた（さらに同舞台共演者の石田純一と東山紀之（少年隊）は光子が出場した際には応援に駆けつけることを宣言していた）[7]。結局出場歌手には非選出となったが、この年の文化勲章受章が決め手となって2年連続でゲスト審査員に起用された（コーナー内で歌唱する可能性も取り沙汰された）[8]。
  - モーニング娘。は、卒業メンバーを加えた総勢19名の特別編成での出場となり、注目を集めた（卒業メンバーのうち3名は松浦亜弥&DEF.DIVAとしても出場。またWとして活動していた辻希美と加護亜依の2名は、前回で初出場を果たした）。
  - 和田アキ子が、m-flo loves Akiko Wadaとして白組から出場。
  - 5年連続出場のCHEMISTRY（初出場以来）、4年連続出場の島谷ひとみ（初出場以来）、3年連続出場の森山良子（通算10回）・倉木麻衣（初出場以来）・一青窈（初出場以来）・後藤真希（初出場以来。ただしこの以前モーニング娘。として出場歴があるほか、3年連続別名義[9] で出場）は翌年不出場（倉木は辞退）となり、今回で連続出場が途絶えた。CHEMISTRY・良子・島谷・後藤は今回が最後の出場となっているが、一青は第58回（2007年）、第59回（2008年）、倉木は第68回（2017年）で復帰している。
  - 第52回（2001年）の初出場以来連続出場していた松浦亜弥もソロ歌手としては今回が最後の出場となっている[10]。
  - 前回の初出場以来2年連続出場の氣志團は翌年不出場となり、また今回が最後の出場となっている。ただし、翌年の第57回に同ボーカルの綾小路翔と同一人物であるDJ OZMAが出場している。
- 12月21日には出場曲が発表されて、その9日後の30日には曲順が発表された。
  - 曲目決定に関し、『スキウタ』のデータがどのように反映されたのか分かりにくい結果となった。実施方法の不備、組織票による出場歌手への反映などの問題点が指摘され、アンケートの意義を含めて賛否の声が上がった（当該記事参照）。
  - 当初、紅組トリに内定していたDREAMS COME TRUE（10回出場達成）は直前になってから、同ボーカルの吉田美和が「緊張する」と急遽辞退し、紅組トリはこの年デビュー35周年を迎え10回出場を果たした天童よしみが務めることになった。

## 当日のステージ
- SMAPは「Triangle」で白組トリおよび大トリを務めた（史上初の複数回トリを務めたグループとなった。また複数回大トリを務めた史上初のグループにもなった。一方翌第57回（2006年） - 第60回（2009年）まで同リーダーの中居正広が組司会に起用されたことから、SMAPの白組トリ（大トリ）担当は中居が組司会を退いた第61回（2010年）まで途絶えることとなった[11]）。また、後半戦のトップでは『スキウタ』白組および全体1位に輝いた自身の代表曲「世界に一つだけの花」を5人のメインボーカルにて出場歌手と大合唱した。他にも、コーナー「タイムスリップ60年 昭和・平成ALWAYS」でもトリとして登場し、メンバーがそれぞれ曲紹介を行い、持ち歌2曲を披露した。
- 倖田來未は、『第47回日本レコード大賞』の受賞を司会のみのもんたに祝福された。注目されていたゴリエとの衣装対決では、2人で仲良く着物姿で共演する場面があった。
- これまで前半はポップス歌手、後半は演歌・歌謡歌手というケースが多かったが、今回のトップバッターは先行に白組の細川たかし（この年デビュー30周年）・後続に紅組の川中美幸が務めるなど今回は演歌・歌謡、ポップスが満遍なく配置された。
- 今回を最後に白組歌手の先行トップバッター起用は第66回（2015年）までなかった。
- これまで審査員席でトークを行うのみだった「特別審査員」が「ゲスト審査員」となり、客席のみならず、ステージ上にも登場してトークや曲紹介を行った（後述）。
- 歌詞のテロップの書体はフォントワークスのニューロダンが使われた（前回はフォントワークスのスーラ、それ以前は写研のナールが使用されていた）。
- アンガールズ、アンジャッシュ、南海キャンディーズ、ヒロシ、まちゃまちゃ、安田大サーカス（上記6組が裏番組として日本テレビ系列で放送されたお笑い番組にも出演）など数多くのお笑いタレントが応援ゲストとして出演。
- 終戦60年を記念し、吉永小百合が山梨県北巨摩郡小淵沢町（現：北杜市）のフィリア美術館から原爆詩を朗読した。その後、さだまさしの「広島の空」、森山良子・直太朗親子の「さとうきび畑」[12] という平和を考える歌が続く演出がとられた。この2曲は、歌詞表示テロップの書体も特に楷書体になった。
- 前川清は、石原裕次郎の「夜霧よ今夜もありがとう」を歌唱した。「前川清」個人としての出場は今回が最後となっている[13]。また後述ような、ハプニングもあった。
- 氣志團の「One Night Carnival」ではTBS系列『K-1 PREMIUM 2005 Dynamite!!』、フジテレビ系列『PRIDE 男祭り 2005』といった裏番組の格闘技中継を意識した演出があり、曙がボブサップにKO負けしたシーンも再現された。紹介時のテロップ出しも『PRIDE』と同じ形式だった。
- 布施明の「少年よ」では、同曲を主題歌とするテレビ朝日系列『仮面ライダー響鬼』のヒーロー（響鬼・威吹鬼・轟鬼）たちが登場し、怪人との殺陣を披露した（スーツアクターも番組と同じくJAEのメンバーによる）。さらに終盤には、同作で主演を務めた細川茂樹が登場[14]。布施が歌い終わると同じに「ヒビキ、鍛えてます! 全国の少年、来年も一緒に鍛えようぜ!」と、劇中のキャラクターそのままのメッセージを披露した。この演出にはみのも驚嘆していた。
- 森山直太朗はこの年下期の連続テレビ小説『風のハルカ』の主題歌「風花」を歌唱。曲前には同作の出演者である村川絵梨、渡辺いっけい、真矢みき、黒川芽以が登場した。
- 平原綾香はフジテレビ系列ドラマ『優しい時間』の主題歌「明日」を歌唱。歌唱前、司会席にゲスト審査員で同作に出演していた長澤まさみが登場した。
- 司会の仲間由紀恵が主演でこの年1月 - 3月に放送された日本テレビ系列ドラマ『ごくせん』第2シリーズの主題歌「NO MORE CRY」を歌唱したD-51の曲前には、同作に出演していたWaTの小池徹平が登場。その後、仲間はヤンクミらしい応援を入れた。
- 小林幸子は一昨年の電気トラブル、昨年の震災による自粛により、豪華衣装のパフォーマンスから遠のいていたが、この年、再び復活。「冬から春へ」というテーマのもと、氷が溶け、花の蕾が開き、背後に春の桜をイメージした巨大なセットが出現する衣装を披露した。
- 山崎まさよしは曲中に登場する桜木町から中継出演した。また、演奏指揮の服部隆之は2年連続の出演となった。
- 「おふくろさん」を歌唱した森進一は第45回（1994年）での歌唱時以来2回目となる同作詞者の川内康範が制作していない台詞付きのものを披露した。
- 夏川りみは『スキウタ』の結果から今回も「涙そうそう」を歌唱。同一曲の4年連続歌唱は史上初（紅組歌手では史上唯一の事例となっている）。
- m-flo loves AKIKO WADAの曲紹介は中居正広が行った。
- 宮川泰がエンディングの「蛍の光」で指揮をするのは今回が最後となった（翌年逝去したため）。

### エピソード
- 初出場のDef Techは、インディーズアーティストとして史上初の出場となった。
- 司会の山本耕史が前川清を「山川」（山川豊が出場していた）と間違え、慌てて訂正する一幕も。この時前川は歌い終わりの挨拶で「山川でした」と言って笑いを取った。また、みのも後で前川に「山川さん」とわざと呼びかけたり、第35回（1984年）において、都はるみを「ミソラ」と言い間違えた生方惠一（当時NHKアナウンサー）を引き合いに出すなど終始ネタにされた。
- WaTの小池徹平が演奏開始直後にギターの弦を切ってしまった。また、丁度サビに入ったところでカメラマンが誤ってマイクスタンドを2本とも倒してしまう。ウエンツ瑛士が機転を利かし、スタンドが立て直されるまでの間、2人は声を張り上げて歌い続け、マイクが直った後は観客から大きな拍手が送られた。
- 中島美嘉の時は時間が押していたらしく、彼女が「雪の華」の歌唱終了直後、同曲の後奏を切る形で、いきなり次の北島三郎の「風雪ながれ旅」のイントロが流れ、不自然な終わり方となった。また、曲紹介では仲間に「なかじまみか」と言い間違えられた。
- 美川憲一も同様に曲前に予定されていた司会陣とのトークを省略される格好となった。美川は番組後の会見で「私の曲紹介がカットされたのは、みのさんが喋り過ぎたから。」と述べた[15]。
- ポルノグラフィティの「ジョバイロ」は、曲紹介を省略され、曲の最後で歌詞を間違えた。
- ラジオ局（文化放送）アナウンサー出身であるみのが、ラジオ放送席から聴取者に向けたラジオ放送のみのメッセージを送った。これは番組側がみのに与えた、2分間のフリートークの一環として行われたものである。
- ゴリエの歌唱時、ゴリエとバックダンサーでフジテレビなどフジサンケイグループ各社で統一シンボルマーク・社章として使用している目玉マークを作ったことが話題となり、NHKスタッフの間では評判が高かった（振り付け・北垣美沙）。その後のエンディングでゴリエがパンチラをやったことから、みのにダメ出しされる。また、歌を歌っているジョアンが当時13歳のため21時以降の出演ができずにエンディングには不参加であった。その後、『ワンナイ』で舞台裏を公表している。
- グループ魂の曲紹介時にみのが「司会者の魂」として、「おもいッきり、ズバッ!と」と自身の日本テレビ系列やTBS系列での司会番組（『午後は○○おもいッきりテレビ』、『みのもんたの朝ズバッ!』・『みのもんたのサタデーずばッと』）の名前を出して話す場面があった。
- グループ魂の歌唱中、同ボーカルの破壊（阿部サダヲ）が、ゲスト審査員の琴欧洲勝紀（現：年寄・15代鳴戸）のもとに行き、「君はヨーグルトのコマーシャルで観たことがある。でもNHKだから商品名とか言っちゃいけない（→放送法83条1項及び定款51条（広告・宣伝放送の禁止）違反）。どこのヨーグルト?」と話しかけ、琴欧州が「ブルガリア（当時：明治乳業、現：明治）」と返し、破壊が「商品名言ってるじゃん」と言い会場が爆笑するという、法令違反を逆手に取ったギャグを披露する場面があった。なお、歌唱前に前説の港カヲル(皆川猿時)が、曲名を「仮面ライダー」とボケて、第37回（1986年）で白組司会の加山雄三が少年隊「仮面舞踏会」を「仮面ライダー」と間違えて紹介したハプニングのパロディを行っている。
- 松任谷由実With Friends Of Love The Earthは当初、中継車の電波範囲の問題で黄浦公園からの中継も検討されたが、中国政府の許可が降りず断念し、上海のホテル「和平飯店」屋上から生出演。
- みのと山本が大トリのSMAPの曲紹介をする際、みのが山本に「（大トリは）どなたのどの曲?ファイナルアンサー?」と聞き、山本が「SMAPの皆さんで「Triangle」。ファイナルアンサー」と返すやりとりがあった[16]。「ファイナルアンサー」はみのが司会を務めるフジテレビ系列『クイズ$ミリオネア』でみのと出場者が使う台詞である。
- 時間が押してしまい、結果発表後にみのが優勝旗を急いで山本に渡し、さらに旗を渡している真っ最中に「蛍の光」が始まるなど例年になく慌しい幕切れになった。
- 本紅白終了の40分後、新年明けてからすぐに、紅白の出番を終えたばかりのさだまさしが司会をする生放送番組『新春いきなり生放送!!「年の初めはさだまさし」』（2021年現在も続く『今夜も生でさだまさし』の記念すべき第1回放送にあたる）が放送され、司会のさだの他にさだと親交のある紅白出場歌手（小林幸子、平原綾香、スキマスイッチ）が出演し、本紅白を振り返る内容が放送された（その際には、さだが本紅白の内容を批判している）。この企画が好評であったことから、翌年から紅白出場歌手のゲスト出演はなくなったものの、番組は毎年同様に生放送されている（さだの紅白出場有無にかかわらず）。
- 和田アキ子は本紅白放送当日に生放送されたニッポン放送『ゴッドアフタヌーン アッコのいいかげんに1000回』内で「（本紅白に）口パクが6組いる」と内幕を暴露した[17]。
- 今回、スーパーハイビジョン（8K）による実験収録を行った[18]。これ以降、第68回（2017年）まで幾度かの8K実験収録を経て、第69回（2018年）より衛星放送を通じて8Kでの生中継が実施される。

### 結果
審査の集計方法が大きく見直され、会場審査・デジタルテレビ・携帯電話を含めた全審査員の投票数全てをそのまま反映するようになった。これは前回の紅組優勝に苦情が寄せられたことや不祥事に伴う信頼回復策の一環として視聴者の意見を重視してイメージアップを図ることが目的だったという。
なお、会場での審査には専用の紅白の団扇のうち勝ったと思われる方をステージ上のレーダーに向ける『ポップジャム』でのブレイクレーダーの方式が用いられた。団扇を用いる審査は、第53回（2002年）以来3年ぶりであったが、団扇はブレイクレーダーに反応するよう、加工が施してある（これまであった両組司会の似顔絵は描かれていない）。また、今回からNHK番組制作局長が務めていた審査委員長は撤廃となった。
投票の結果、28,884対23,414（会場審査では1587対1117、ケータイ審査員は4610対2904、デジタルTV審査員は22687対19393でいずれも白組が優勢）で白組が優勝し、通算「紅組28勝・白組28勝」のタイとなった。
なお、ゲスト審査員の投票は6対4で紅組が優勢。
前回までNHKの放送総局長が司会者に優勝旗を渡すのが恒例だったが、今回はみのが山本に優勝旗を渡した。

## 司会者
- 総合司会：みのもんた、山根基世（東京アナウンス室長）
- 紅組司会：仲間由紀恵（翌年の大河ドラマ『功名が辻』の主人公・千代役）
- 白組司会：山本耕史（翌年のNHK正月時代劇『新選組!! 土方歳三 最期の一日』の主人公・土方歳三役）

元NHK会長の海老沢勝二による「NHK色を強めたい」との強い意向により、ここ4年間NHKアナウンサーで司会陣が固められていたが、海老沢がこの年NHK会長を辞任したこともあり、今回より第51回（2000年）以前と同じくNHKアナウンサー以外も務める体制に戻った。
みのはNHK地上波での初司会。みのは当時61歳で、これは紅白における男性司会者の最年長記録且つ史上初の60代男性による司会となった。腰部脊柱管狭窄症をおしての出演で、本紅白終了後に一時入院生活に入った。
仲間については、『スポーツニッポン』（11月17日付）によると、番組側は当初ゲスト審査員起用も考えたが、好感度の高さから司会での起用に踏み切ったという。
今回は司会者に関して、初めて区別を設けないことになったが、事実上は紅組司会を仲間、白組司会を山本、総合司会をみの、進行を山根が担当した。これは番組冒頭部でみのが独自に仲間には紅組を支えるリーダーを、山本には白組を支えるリーダーをしてもらう旨を発言したことによる。翌年の第57回 - 第71回（2020年）は再び司会ポストが分かれる体制となり、第72回（2021年）以降は再び司会の区別が廃止されている。また11月17日にみのと山根、12月8日に仲間と山本の起用をそれぞれ発表する形だった。司会者を分けて発表したことについて、第1陣の発表時に芸能番組センター部長の茂手木秀樹が「本当は今日1回で発表したかったが、交渉の関係で発表が間に合わなかった」と話した。
また、従来の組司会・総合司会の形態を変えた理由について、茂手木は「世代間の対話を大事にしたい。今までの紅白の対立構造に無理があると考えた」と説明した。
みのはリハーサル時に進行の方針を巡ってスタッフと対立していたことが表沙汰となった。みの本人は紅白終了後の会見で「満足度は10%。大不満」「もう少し演出の方法があるね。曲紹介に主眼を置くNHKと自分には相容れないものがあった」「尊敬する宮田輝さんがやっていた『ふるさとの歌まつり』みたいなのをやりたいね」とのコメントをし、NHKと決別宣言をした。みのは翌年司会続投に意欲を見せる発言を行ったが、選出ならず（実際司会続投案があったが、上記発言が影響し落選になったとされる）。みのの司会担当は今回限りとなっている（山本・山根も同様。一方仲間は翌年も続投）。
『スポーツ報知』、『日刊スポーツ』、『スポーツニッポン』、『サンケイスポーツ』、『ZAKZAK』が揃って11月17日付において、仲間の司会（紅組司会）起用が有力であると報じていた。さらに、『スポーツ報知』、『日刊スポーツ』、『サンケイスポーツ』、『ZAKZAK』はSMAPの中居正広の司会（白組司会）起用の可能性があるとしていた（『スポーツ報知』については、中居だけでなく同じくSMAPの草彅剛、香取慎吾が起用される可能性があるとも報じた。『スポーツニッポン』は男性司会者（白組司会）の人選について、「局アナを含めて検討中」とした）。その後、『日刊スポーツ』、『デイリースポーツ』が揃って12月8日付において、仲間・山本の起用を報じた。
『東京スポーツ』（12月2日付）、『ゲンダイネット』（2006年11月20日付）によると中居については、司会の打診を辞退したとされる（辞退理由は「みののサブ的位置の司会を掲示したNHKに不満を抱いたため」と位置付けられた。『ゲンダイネット』によると翌年の第57回で中居が白組司会に起用されたのはNHK側が中居側に今回の侘びをする意味もあったほか、今回司会者の区別を廃止としたのはみのと中居に何とか共同司会をしてもらうための策でもあったという）。
その他、この年秋には『週刊現代』が本紅白の司会候補に船越英一郎（この年の『思い出のメロディー』の司会）が挙がっていると報じていた。

### その他の番組担当者
- ラジオ中継：藤崎弘士、黒崎めぐみ（いずれも東京アナウンス室）
- サポート：高山哲哉（東京アナウンス室）、神田愛花（福岡放送局）
『スキウタ』担当だった関係で、番組中、中間審査の投票呼びかけなど補助業務を行った。

## メイン演奏
- 三原綱木とザ・ニューブリード・東京放送管弦楽団（指揮:三原綱木）

## 審査員
- ゲスト審査員（別記）
- デジタルTV審査員（デジタル総合・BShiデジタルの視聴者）
- ケータイ審査員（携帯電話で審査、10,000名）
- ふるさと審査員（デジタルTV審査員・ケータイ審査員の応募者から抽選で会場に招待された20名）
- 会場審査員（ふるさと審査員・特別審査員を含めたNHKホールの観客全員）

## 出場歌手
紅組、      白組、      企画、      初出場、      返り咲き。
| 曲順 | 組 | 歌手名         | 回 | 曲目                                            |
| ---- | -- | -------------- | -- | ----------------------------------------------- |
| 1    | 白 | 細川たかし     | 31 | 北酒場                                          |
| 2    | 紅 | 川中美幸       | 18 | 二輪草                                          |
| 3    | 紅 | 鈴木亜美       | 3  | Delightful                                      |
| 4    | 白 | 北山たけし     | 初 | 男の出船                                        |
| 5    | 紅 | 水森かおり     | 3  | 五能線                                          |
| 6    | 白 | w-inds.        | 4  | 十六夜の月                                      |
| 7    | 紅 | 坂本冬美       | 17 | ふたりの大漁節                                  |
| 8    | 白 | 布施明         | 21 | 少年よ                                          |
| 9    | 白 | コブクロ       | 初 | 桜                                              |
| 10   | 紅 | 松浦亜弥       | 5  | 気がつけば好きすぎて♪盛り上がって♪LOVEマシーン! |
| 10   | 紅 | DEF.DIVA       | 初 | 気がつけば好きすぎて♪盛り上がって♪LOVEマシーン! |
| 10   | 紅 | モーニング娘。 | 8  | 気がつけば好きすぎて♪盛り上がって♪LOVEマシーン! |
| 11   | 白 | 氣志團         | 2  | One Night Carnival                              |
| 12   | 紅 | BoA            | 4  | 抱きしめる                                      |
| 13   | 白 | ゴスペラーズ   | 5  | ひとり                                          |
| 14   | 紅 | 長山洋子       | 12 | 芭蕉布                                          |
| 15   | 白 | 森山直太朗     | 2  | 風花                                            |
| 16   | 紅 | 藤あや子       | 14 | むらさき雨情                                    |
| 17   | 白 | 美川憲一       | 22 | 愛の讃歌                                        |
| 18   | 紅 | 倉木麻衣       | 3  | Love, Day After Tomorrow                        |
| 19   | 白 | 前川清         | 15 | 夜霧よ今夜も有難う                              |
| 20   | 紅 | 島谷ひとみ     | 4  | 亜麻色の髪の乙女                                |
| 21   | 紅 | 平原綾香       | 2  | 明日                                            |
| 22   | 白 | 鳥羽一郎       | 18 | 海の匂いのお母さん                              |
| 22   | 白 | 山川豊         | 11 | 海の匂いのお母さん                              |
| 23   | 紅 | 香西かおり     | 13 | 無言坂                                          |
| 24   | 白 | スキマスイッチ | 初 | 全力少年                                        |
| 25   | 紅 | 伊藤由奈       | 初 | ENDLESS STORY                                   |
| 26   | 白 | TOKIO          | 12 | 明日を目指して!                                 |
| 27   | 白 | CHEMISTRY      | 5  | almost in love                                  |
| 28   | 紅 | 大塚愛         | 2  | プラネタリウム                                  |
| 29   | 白 | さだまさし     | 17 | 広島の空                                        |
| 30   | 紅 | 森山良子       | 10 | さとうきび畑                                    |

| 曲順 | 組   | 歌手名                                    | 回 | 曲目                                 |
| ---- | ---- | ----------------------------------------- | -- | ------------------------------------ |
| 企画 | 企画 | 全員ソング                                |    | 世界に一つだけの花                   |
| 31   | 紅   | 倖田來未                                  | 初 | 倖田來未 スペシャルバージョン        |
| 32   | 白   | D-51                                      | 初 | NO MORE CRY                          |
| 33   | 紅   | 浜崎あゆみ                                | 7  | fairyland                            |
| 34   | 白   | 氷川きよし                                | 6  | 面影の都                             |
| 35   | 紅   | ゴリエ                                    | 初 | Pecori ♥ Night                       |
| 36   | 白   | WaT                                       | 初 | 僕のキモチ                           |
| 企画 | 企画 | 歌手有志                                  |    | タイムスリップ60年 昭和・平成ALWAYS  |
| 37   | 紅   | 小林幸子                                  | 27 | 越後絶唱                             |
| 38   | 白   | T.M.Revolution                            | 3  | WHITE BREATH                         |
| 39   | 紅   | 一青窈                                    | 3  | ハナミズキ                           |
| 40   | 白   | グループ魂                                | 初 | 君にジュースを買ってあげる♥          |
| 41   | 紅   | aiko                                      | 4  | スター                               |
| 42   | 白   | 山崎まさよし                              | 初 | One more time, One more chance       |
| 43   | 白   | ポルノグラフィティ                        | 4  | ジョバイロ                           |
| 44   | 紅   | 石川さゆり                                | 28 | 天城越え                             |
| 45   | 白   | 森進一                                    | 38 | おふくろさん                         |
| 46   | 紅   | AI                                        | 初 | Story                                |
| 47   | 白   | アリス                                    | 2  | アリス プレミアム 2005               |
| 48   | 紅   | 夏川りみ                                  | 4  | 涙そうそう                           |
| 49   | 白   | Def Tech                                  | 初 | My Way                               |
| 50   | 紅   | 松任谷由実 with Friends Of Love The Earth | 初 | Smile again                          |
| 51   | 紅   | DREAMS COME TRUE                          | 10 | 何度でも〜紅白スペシャルバージョン〜 |
| 52   | 白   | 五木ひろし                                | 35 | ふりむけば日本海                     |
| 53   | 紅   | 渡辺美里                                  | 初 | My Revolution                        |
| 54   | 白   | m-flo                                     | 初 | HEY!                                 |
| 54   | 白   | Akiko Wada                                | 29 | HEY!                                 |
| 55   | 紅   | 中島美嘉                                  | 4  | 雪の華                               |
| 56   | 白   | 北島三郎                                  | 42 | 風雪ながれ旅                         |
| 57   | 紅   | 天童よしみ                                | 10 | 川の流れのように                     |
| 58   | 白   | SMAP                                      | 13 | Triangle                             |

- 「世界に一つだけの花」を歌った歌手一覧
  - SMAP
  - AI、DEF.DIVA、m-flo、伊藤由奈、北山たけし、
  - グループ魂、コブクロ、ゴリエ、スキマスイッチ、渡辺美里
  - 大塚愛、氣志團、鈴木亜美、平原綾香、水森かおり、
  - T.M.Revolution、BoA、w-inds.、島谷ひとみ、中島美嘉
  - 夏川りみ、ゴスペラーズ、モーニング娘。（一部）、天童よしみ、森山良子
  - 山川豊、長山洋子、香西かおり、藤あや子、坂本冬美
  - さだまさし、鳥羽一郎、美川憲一、石川さゆり、和田アキ子
  - 細川たかし、五木ひろし、森進一、北島三郎
- タイムスリップ60年 昭和・平成ALWAYSの内容一覧
  - 司会、審査員、森光子とのトーク（バック「リンゴの唄」）
  - 「東京ブギウギ」／松浦亜弥
  - 「上を向いて歩こう」／布施明、ゴスペラーズ
  - 「恋のバカンス」（みのもんた宙づり）
  - 「男はつらいよ」（語り：北島三郎）
  - 「バン・バン・バン」／氷川きよし、コブクロ、スキマスイッチ
  - 「17才」／島谷ひとみ、水森かおり
  - 「年下の男の子」／高橋愛・紺野あさ美・藤本美貴（モーニング娘。）
  - 「UFO」／美川憲一、ゴリエ
  - 「プレイバックPart2」／夏川りみ、平原綾香
  - 「YOUNG MAN (Y.M.C.A.)」／和田アキ子、氣志團
  - 「セーラー服を脱がさないで」／吉澤ひとみ・小川麻琴（モーニング娘。）、安倍なつみ・後藤真希・石川梨華（DEF.DIVA）
  - 「恋のマイアヒ」／SMAP、コーナー出演者全員

## ゲスト出演者

### ゲスト審査員
- 琴欧州勝紀（大相撲・大関）：この年の大相撲九州場所で好成績を挙げ大関に昇進。浜崎あゆみの曲紹介に登場。
- 薬師丸ひろ子（女優）：出演した映画『ALWAYS 三丁目の夕日』が大ヒット。伊藤由奈の曲紹介で映画『スター・ウォーズ・シリーズ』のC-3PO、R2-D2と共に登場。
- 野口聡一（宇宙飛行士）：NASAのスペースシャトル・ディスカバリー号によるミッションSTS-114にミッション・スペシャリストとして参加。スキマスイッチの曲紹介に登場。
- 長澤まさみ（女優）：翌年の大河ドラマ『功名が辻』の小りん役。出演したフジテレビドラマ『優しい時間』の主題歌である平原綾香の曲紹介に登場。
- 山田洋次（映画監督）：この年映画『武士の一分』を撮影。その主役であるSMAPの木村拓哉とともに前川清の曲紹介に登場。
- 森光子（女優）：この年文化勲章を受章。NHK開局80周年記念ドラマ『ハルとナツ 届かなかった手紙』の主人公・高倉ハル役。「タイムスリップ60年 昭和・平成ALWAYS」コーナーに出演。
- 上川隆也（俳優）：『功名が辻』の主人公・山内一豊役。松浦亜弥・DEF.DIVA・モーニング娘。の曲紹介の際壇上で仲間由紀恵と“夫婦”競演。
- 眞鍋かをり（タレント）：当時のNHK教育『サイエンスZERO』の司会者。自身が立ち上げたブログ『眞鍋かをりのここだけの話』が話題に。TOKIOの曲紹介に登場。
- 林家正蔵（落語家）：この年九代目・林家正蔵を襲名。森進一の曲紹介に登場。
- 栗原はるみ（料理研究家）：第10回グルマン世界料理本賞で大賞を日本人で初受賞。一青窈の曲紹介に登場。

### 演奏ゲスト
- DEPAPEPE：「タイムスリップ60年 昭和・平成ALWAYS」コーナーに出演し、「上を向いて歩こう」を演奏した。
- 服部隆之：山崎まさよしの楽曲の演奏指揮。
- 宮川泰：エンディング「蛍の光」の指揮担当。

### 応援ゲスト
- 西島隆弘、浦田直也、日高光啓、末吉秀太（AAA）：鈴木亜美のバックダンサー。
- 仮面ライダー響鬼・威吹鬼・轟鬼：布施明の「少年よ」（『仮面ライダー響鬼』の主題歌）の曲中に布施の歌うバックで怪人（バケネコ・ウワン）と殺陣を披露した（スーツアクターは伊藤慎ほか）。
- 細川茂樹：同上。仮面ライダー響鬼に変身するヒビキを演じておりサプライズゲストとして登場。
- Berryz工房、℃-ute（ハロー!プロジェクト・キッズ）：松浦亜弥・DEF.DIVA・モーニング娘。のバックダンサー。
- モリゾー・キッコロ（愛・地球博マスコットキャラクター）：同上。
- 中澤裕子、飯田圭織、保田圭、矢口真里、辻希美、加護亜依：OGとしてモーニング娘。のサポートで登場。
- まちゃまちゃ：氣志團の曲紹介。
- コロッケ：コブクロの曲紹介。
- 安田大サーカス：ゴスペラーズの曲紹介。
- この年下期の連続テレビ小説『風のハルカ』の水野一家（村川絵梨、渡辺いっけい、真矢みき[33]、黒川芽以）：森山直太朗（『風のハルカ』主題歌）の曲紹介。
- C-3PO、R2-D2（『スター・ウォーズシリーズ』のキャラクター）：伊藤由奈の曲紹介。
- 吉永小百合：山梨県北杜市・フィリア美術館より『原爆詩』の朗読。
- グッチ裕三：氷川きよしの曲紹介。
- 綾小路きみまろ：ゴリエの曲紹介。
- 南海キャンディーズ：WaTの曲紹介。
- ヒロシ：小林幸子の曲紹介。
- アンジャッシュ：T.M.Revolutionの曲紹介。
- ダース・ベイダー、ストームトルーパー（『スター・ウォーズ・シリーズ』のキャラクター）：T.M.Revolutionの曲中に登場。
- アンガールズ：aikoの曲紹介。

この年ブレイクしたレイザーラモンHGのゲスト出演の可能性が各所で報じられた が、当日は三重県志摩市にある志摩スペイン村での営業が既に決まっていたこともあり実現しなかった。

## スタッフ
- 制作：大鹿文明（番組編成局芸能番組センター長）
- チーフプロデューサー：石原真（ポップジャム担当）
- エグゼクティブプロデューサー：遠藤正雄
- 演出：中村雅郎（ポップジャム演出）

## 視聴率
放送日の12月31日の夜、TBSとフジテレビでは高い視聴率が見込める格闘技の特別番組を用意し（「K-1 PREMIUM 2005 Dynamite!!」・「PRIDE 男祭り 2005」）、日本テレビやテレビ朝日も各自特別番組を編成して紅白に対抗した。また例年『年忘れにっぽんの歌』を放送しているテレビ東京は紅白の開始時間である19時20分前後に（紅白には落選した）松平健の「マツケンサンバI〜III」のメドレーを放送した。
視聴率競争のさらなる激化が予想された中で、司会のみのもんたは「視聴率65%、最低でも50%」と意欲を見せていたが、結果は1部が35.4%（前年30.8%）、2部が42.9%（前年39.3%）で、前年を4.6%、3.6%上回った（以下、データは関東地区、総合テレビのみでBS2・BSハイビジョンは含まない。ビデオリサーチ社調べ。以下同じ）。最後の紅白得点結果発表で、瞬間最高視聴率50.1%を記録した。例年史上最低を更新する状況にこそ歯止めがかかったものの、目標とした65%にははるかに及ばず、みのは「自分の非力を嘆いています」とのコメントを発表した。
また、視聴率は、フジテレビ『PRIDE 男祭り 2005』が17.0%（20時〜23時、番組全体では16.2%（前年14.0%））、TBS『K-1 PREMIUM 2005 Dynamite!!』（21時〜23時40分）が14.8%（前年20.1%）などとなった。
過去2年間翌年2月に総合テレビで行われていた再放送は、2006年トリノオリンピック中心で編成が組まれていたため行われなかった。

## 関連番組
紅白1分ニュース
放送：総合 随時
生放送　あなたが選ぶ思い出の紅白・感動の紅白!
放送：BS2 2005年12月29日 16:00 - 18:50（第1部）、19:30 - 21:00（第2部）
司会：宮本隆治、塚原愛
リポーター：北陽
ゲスト：【第1部】AI、氷川きよし、香西かおり、北山たけし、水森かおり、m-flo、スキマスイッチ、【第2部】みのもんた、北島三郎，川中美幸
感動の名場面、懐かしいエピソードなど視聴者の「紅白」にまつわる思い出を募集した。また、出場歌手をスタジオに招きほか、NHKホールからの準備風景を生中継した。